# Musée de l'horlogerie de Finlande
Le musée finlandais de l'horlogerie (finnois: Suomen Kello Museo) est un musée de l'horlogerie situé dans le centre d'exposition WeeGee du quartier de Tapiola à Espoo en Finlande.

## Présentation
L'entrée au Musée de l'Horloge est gratuite. Le musée organise des visites guidées gratuites pour les jardins d'enfants, les écoles primaires, les écoles secondaires et les lycées sur demande. Les visites guidées pour adultes sont payantes.
Son emplacement dans l'immeuble WeeGee avec le Musée d'Art moderne d'Espoo, le Musée finlandais du jouet Hevosenkenkä et le Musée municipal d'Espoo lui assure un grand nombre de visiteurs.